# Scientiae radices
Scientiae radices – багатодисциплінарний науковий журнал, що містить статті про дослідження в галузі архітектури та будівництва, хімії, хімічної інженерії та технології, біотехнології, інженерії матеріалів, фізики та медичних наук. Він публікується англійською мовою як журнал відкритого доступу.
Scientiae radices індексується: CrossRef, BazTech, Google Scholar, ResearchGate та ROAD.
Головний редактор – проф. Радомір Ясінський .